# 소송심리의 원칙

#### 소송심리의 원칙
민사소송에 있어서는 어떠한 방법으로 심리(審理)가 행하여지고 있는 것인가, 법관은 이 가운데서 어떠한 방법으로 자기의 권위를 나타내고, 원고가 되며 피고가 된 자는 어떠한 자유의 행동을 보일 수 있을 것인가, 이러한 점에서 통일된 답을 나타내는 것이 소송심리의 지배원칙이다. 이것은 그 나라에 따라서 취향이 다르며 세계 각국이 공통의 지배원칙을 가질 필요는 없다. 독일법의 계통에 속하는 대한민국에 있어서는 그 모법인 독일에 있어서의 경우와 거의 비슷한 몇 개의 원칙이 확립되어 있다. (1) 우선 법원이 내린 재판에 의하여 분쟁을 모색하는 자, 다시 말하면 분쟁의 당사자는 원고·피고가 되어 심리를 받게 된다. 원고만의 소송이라고 하는 일인상박(一人相撲)의 심리는 인정되지 않는다. (2) 소송의 심리에 있어서는 당사자 또는 대리인이 법원에서 지정한 날에 출석하고 거기서 스스로의 변론에 의하여 주장하고 싶은 것을 주장하지 않으면 안 되며(변론이 똑똑하지 못하다는 이유로 명문(名文)의 문서를 작성하여 이것을 법원에 제출하더라도 그것만으로는 아무런 효력이 없다) 법관측에서도 이 당사자의 변론에 직접 귀를 기울여서 이것을 청취한 위에서 재판을 내리지 않으면 아니 된다(동석한 법관에게 청취를 의뢰한 후 나중에 그 결과를 듣는다는 방법은 원칙적으로 허용되지 않는다). (3) 법원에 제출하려고 생각하는 자료는 언제까지 준비하여 제출하면 되는 것인가. 무엇인가를 주장하려고 할 때 그 근거의 자료도 동시에 제출하지 않으면 아니 된다고 하는 방법도 있으나 대한민국의 법제는 이를 채용하지 않고 있다. 따라서 소송의 심리가 진행되고 있는 한 언제든지 자유로이 증명에 보탬이 되는 자료 등을 제출할 수 있다. 그러나 이것을 무제한으로 인정하게 되면 혼란이 생기기 때문에 적절한 기회에 제출해야 될 것이며 이것을 놓치게 되면 제출할 수 없다는 제한이 붙어 있다. (4) 법원으로서는 당사자의 주장·입장을 모두 듣고 재판을 내리게 되는 것이지만 이러한 경우 과연 어떠한 자료와 주장에 제한을 받는 것일까. 우선 법원은 당사자가 법정에 제출한 자료에 기해서만이 재판을 내릴 수 있으며 당사자가 법정에 제출하지 아니한 자료에 의하여 재판을 하는 것은 허용하지 않는다. 그러나 법정에 제출한 자료 중 어떤 자료는 믿고 어떤 자료는 믿지 않느냐의 가치판단·사실인정은 법원의 재량에 속하는 것이며 법원은 완전한 자유의 보장하에서 자료에 대한 가치판단을 하고 그 결과에 법을 적용해서 재판을 행하는 것이다.

## 참고 자료
- 조상희, 『법학전문대학원 민사소송법 기본강의』. 한국학술정보(주), 2009. ISBN 978-89-534-2307-7